# Zero Branco
Zero Branco is een gemeente in de Italiaanse provincie Treviso (regio Veneto) en telt 9146 inwoners (31-12-2004). De oppervlakte bedraagt 26,1 km², de bevolkingsdichtheid is 350 inwoners per km².
De volgende frazioni maken deel uit van de gemeente: Scandolara, Sant'Alberto.

## Demografie
Zero Branco telt ongeveer 3236 huishoudens. Het aantal inwoners steeg in de periode 1991-2001 met 11,1% volgens cijfers uit de tienjaarlijkse volkstellingen van ISTAT.
| Jaar | Inwoneraantal |
| ---- | ------------- |
| 1991 | 7725          |
| 2001 | 8581          |

## Geboren
- Gilberto Parlotti (1940-1972), motorcoureur
- Corrado Pizziolo (1949), geestelijke en bisschop

## Geografie
Zero Branco grenst aan de volgende gemeenten: Mogliano Veneto, Morgano, Piombino Dese (PD), Preganziol, Quinto di Treviso, Scorzè (VE), Trebaseleghe (PD), Treviso.